# Ken (Film)
Der Film Ken des Regisseurs Kenji Misumi von 1964 ist eine Verfilmung der Novelle Schwert (Ken) des japanischen Autors Mishima Yukio. Die Hauptrollen spielen Raizō Ichikawa VIII. als Jiro, Noriko Sengoku als Mibu – zuvor bekannt geworden durch die Mitwirkung an mehreren Projekten des Regisseurs Akira Kurosawa und Yūsuke Kawazu als Kagawa – bekannt durch seine Rolle im Monumentalfilm Barfuß durch die Hölle von Masaki Kobayashi.

## Handlung
Die Handlung des Films dreht sich um Jiro Kokubun, einen hervorragenden Studenten und Mitglied eines Kendō-Dōjōs an einer Universität in Tokio. Jiro hebt sich mit seiner Technik und seinem fanatischen Streben nach Perfektion von den anderen Schülern des Clubs ab. Er leitet die Vorbereitungen des Clubs auf die nationale Kendō-Meisterschaft. Kagawa ist ihm fast ebenbürtig. Er versucht, Jiro emotional zu manipulieren, um ihn in seinen Fähigkeiten einzuholen. Kagawas Freundin Kiuchi bemüht sich erfolglos, Jiro zu verführen, verliebt sich aber selbst in ihn.
Jiros Bestrebungen sind anderen, sogar seinem Vater, nicht verständlich. Er meidet Partys und Beziehungen zu Mädchen und konzentriert sich auf die Schwertkunst Kendō. Um Perfektion zu erreichen, fordert er seiner Mannschaft unnötig zermürbende Leibesübungen ab und verhängt demütigende Strafen über diejenigen, die gegen die Disziplin verstoßen und den zukünftigen Erfolg des Teams gefährden. Kagawa und der jüngere Schüler Mibu, der Jiro sehr ergeben ist, werden bestraft.
Vor der Meisterschaft zieht sich das gesamte Team des Clubs unter der Leitung von Jiro für ein intensives Training von Tokio auf eine abgelegene Insel zurück. Jiro treibt die Schüler zu extremer Erschöpfung. Kiuchi besucht ihn, aber Jiro besteht darauf, dass sie wieder geht. An dem Tag, an dem Jiro den Meister und Clubleiter am Hafen in Empfang nimmt, überredet Kagawa alle, das Schwimmverbot zu brechen. Nur Mibu weigert sich, mit zum Strand zu gehen. Als jedoch der Meister, begleitet von Jiro und anderen, früher als erwartet eintrifft und die Schüler überrascht werden, schließt sich Mibu ihren Reihen an, um nicht in den Augen der anderen durch seinen „sklavischen“ Gehorsam gegenüber Jiro gedemütigt zu werden. Jiro kann die Scham nicht ertragen, dass er seiner Führungsaufgabe nicht gewachsen ist und die Reinheit seiner Absicht nicht bewahren konnte, und begeht Selbstmord.

## Hintergrund
Die literarische Vorlage ist die Geschichte Schwert (Ken), die in Mishima Yukios Kurzgeschichtensammlung Acts of Worship (japanisch 三熊野詣, Mikumano Mōde)1965 erschienen ist. John Bester erhielt für seine Übersetzung ins Englische 1990 den Noma-Literaturpreis.
Die Verfilmung entstand nur fünf Monate nach Veröffentlichung der Erzählung. Hauptdarsteller Raizō Ichikawa VIII. plante ursprünglich selbst, die Vorlage zu adaptieren. 1964 begann Raizō mit den Vorbereitungen der Dreharbeiten, einschließlich eines Besuchs im Kendō-Verein der Gakushūin-Universität um 4 Uhr morgens, dem sich auch Mishima anschloss. Es hätte sich um Raizōs Regiedebüt gehandelt. Da sich die Regiearbeit jedoch als schwieriger herausstellte, als gedacht, konsultierte er Misumi, der von nun an die Regie übernahm. Misumi bezeichnete den Umstand, mit Mishima arbeiten zu können, als „unvergleichliche Ehre.“
Den Satz zur Vermarktung schrieb Mishima selbst:

„Im Schweiß liegt der Sinn des Lebens! Die Geschichte eines außergewöhnlichen jungen Mannes, der den Versuchungen der modernen Welt widersteht und sein Leben für das Eisen des Schwertes riskierte! Die ultimative Darstellung der Anti-Moderne!“

Im Gegensatz zum komplett männlichen Figurenensemble der Originalvorlage, fügte Misumi mehrere weibliche Rollen hinzu. Auch Mibu wurde von einem androgynen jungen Mann zu einer Frau. Zusammen mit Kiru und Ken ki ist der Film Teil seiner Schwert-Trilogie.
Gedreht wurde in Shizuoka und auf der Izu-Halbinsel sowie in Tokio.
Der Autor Mishima Yukio übte sich ebenfalls im Kendo und beging, wie der Protagonist Jiro Kokubu, 1970 Selbstmord.

## Bewertung
Nagakazu Shioda schrieb in seinem Buch Fifty Years of Japanese Cinema über Misumis Film: „Man könnte fast glauben, Raizō sei Mishimas Zwilling.“ Diesem sei gelungen, die „Rechtschaffenheit, Stärke und Zerbrechlichkeit“ Jiros zum Ausdruck zu bringen und damit Mishimas Ideale zu verkörpern. Ausschlaggebend sei Raizōs „schönes Lächeln“.